# Juan Vicente Pérez Mora
Juan Vicente Pérez Mora   (El Cobre, 27 de maig de 1909 - San José de Bolívar, 2 d'abril de 2024) fou un agricultor supercentenari veneçolà, que el 2022 es va convertir en l'home més ancià del món, tal com va anunciar Latin American Supercentenarians (LAS) i el Grup de Recerca en Gerontologia, després de la mort de Saturnino de la Fuente García, de 112 anys i 341 dies d'edat, i posteriorment pel Llibre Guinness dels rècords. També té el títol de l'home més ancià de Veneçuela, i la persona veneçolana més anciana de tots els temps. Va morir el 2 d'abril del 2024 a l'edat de 114 anys i 311 dies.

## Trajectòria
Pérez Mora va néixer a El Cobre, poblat rural veneçolà i capital del municipi José María Vargas, de l'estat de Táchira. Va ser fill d'Edelmira Mora i Eutiquio del Rosario Pérez Mora i va ser el menor de vuit germans.

### Família
El 1914, es va mudar amb la seva família a la localitat andina Los Pajuiles de San José de Bolívar i es va convertir en agricultor d'aquella zona, especialment a la collita de canya de sucre i cafè. Posteriorment, als 28 anys, va contraure matrimoni amb Ediofina del Rosario García, que va morir el 1998 a l'edat de 81 anys. Té 11 fills, 18 néts, 41 besnéts i 12 rebesnéts. A banda, el 1948 es va convertir en alguatzil de Caricuena durant deu anys i va la persona responsable de resoldre disputes familiars i temes relacionats amb la terra.

## Reconeixement mundial
El 2020 es va convertir en l'«home més ancià de Veneçuela», el qual va ser ressenyat per la premsa i mitjans especialitzats, on mostraven el seu document d'identitat amb número 1.900.871. El gener de 2022, Latin American Supercentenarians (LAS) i el Grup de Recerca en Gerontologia (GRG) van actualitzar les taules i van anunciar que era l'«home viu més vell del món». Aquell procés va ser sol·licitat pel seu nebot Freddy Abreu. L'esdeveniment va tenir força impacte a la regió, ja que es va tractar del primer supercentenari validat de Veneçuela.
El febrer de 2022, el Consell Legislatiu de l'estat de Táchira el va declarar com a patrimoni viu de la regió. Després, al maig d'aquell mateix any, el Llibre Guinness dels rècords el va declarar l'home més longeu del món.